# Sankt Annæ Gymnasium
 Ikke at forveksle med Sankt Annæ Skole.
 Denne artikel bør gennemlæses af en person med fagkendskab for at sikre den faglige korrekthed.

Sankt Annæ Gymnasium er Københavns Kommunes sangskole og rummer både en folkeskole og et gymnasium. Grundskolen er en folkeskole med særlig optagelsesprøve og starter fra tredje klassetrin. Skolen er placeret i Valby og har en sportshal, en svømmehal og diverse lokaler til fritidsundervisning. Skolen har desuden en større koncertsal, der blev nyrenoveret i starten af 2007, og en række musikøvelokaler.

## Historie
Kjær og Lyngbyes Skole får 1919 til huse i bygningen, som strækker sig mellem Fredericiagade 39 og Hindegade 4. Skolen ændrer navn til Sankt Annæ Vestre Skole.
Københavns Drengekor oprettes af Mogens Wöldike i 1924, og på hans initiativ oprettes 1929 den første sangklasse, og skolen udvikler sig med tiden til Københavns Sangskole.
Københavns Kommune overtager 1938 De forenede Kirkeskoler i Nørregade og lader navn og midler overgå til sangskolen.
Gymnasieundervisning starter 1952.
1953 ændres navnet til Sankt Annæ Gymnasium (De forenede Kirkeskoler).
1953 får gymnasiet en rektor Erling Rossing.
1967 afløses rektor Rossing af Poul Nielsen, som giver liv til de planer, som siden gymnasiets start har drejet sig om at skaffe større lokaler til den gamle og utidssvarende bygning.
1972 flyttede skolen til de nyopførte bygninger på Sjælør Boulevard, hvor Sankt Annæ Pigekor og ikke mindst Sankt Annæ Gymnasiekor blev oprettet.
Skolens nuværende rektor er Anette Holst (siden september 2014), som tog over efter Povl Markussen, der gik på pension.

## SAG-show
Siden 1975 har gymnasiet hvert år skrevet og organiseret en elevproduceret musical, SAG-show. Showet hed indtil 1987 "Idrætsshowet", og var en del af den årlige Idrætsfest i begyndelsen af skoleåret. Fra 1987 blev showet en selvstændig begivenhed, som mht. medvirkende, publikum og budget voksede år for år.
- 1976: Vestens Vildeste Mænd
- 1977: I Hear Music - så Manhatten Passer
- 1978: Oplysning mangler
- 1979: Lars Hurtigmås - Snus og Skrå Brædder
- 1980: Cirkus Sig Sag
- 1981: Club 39
- 1982: Askepot
- 1983: Oplysning mangler
- 1984: Jesus Christ SuperStar
- 1985: Oplysning mangler
- 1986: Oplysning mangler
- 1987: Oplysning mangler
- 1988: Kongens Fald - Narrens Knald
- 1989: Oplysning mangler
- 1990: En Halv Film fra Sverige
- 1991: Livet Længe Leve
- 1992: Skyggeland
- 1993: Oplysning mangler
- 1994: Der var en Gang de Levede Lykkeligt til deres Dages Ende
- 1995: EXIT
- 1996: Elevatorfiktion
- 1997: Alexander Frederik Mørk
- 1998: Teater Moebius
- 1999: Nektar
- 2000: 7-Spring
- 2001: Oraklet
- 2002: Mandag, Mandag, Tirsdag, Onsdag, Torsdag, Fredag
- 2003: Den Rette Tro
- 2004: 60 Krydser
- 2005: Rotteruten
- 2006: Ørkenens Synder
- 2007: Applaus
- 2008: På Dybt Vand
- 2009: Max en Uge
- 2010: Var der Engang?
- 2011: På Kanten
- 2012: Gnisten
- 2013: Et Djævelsk Spil
- 2014: Mens Legen Er God
- 2015: Lange Skygger
- 2016: Limbo
- 2017: Surt Show
- 2018: Den Mærkværdige Sag om Pigen, der gik ud af sit Gode Skind
- 2019: Se Mig i Øjnene
- 2020: Mine Damer Og Herrer
- 2021: Hvorom Alting Er
- 2022: Næsten Helt Perfekt
- 2023: Tid Skifter Ikke Spor
- 2024: Er Du Vågen?
- 2025: Hvor vejene fører os

## Kendte elever
- 1925 Kjeld Ingrisch (dansk visesanger)
- 1938 Gustav Winckler (dansk popsanger)
- 1958 Gert Kjærgård Pedersen (professor i matematik)
- 1960 Rolf Gjedsted (dansk forfatter og billedkunstner)
- 1961 Steen Lindholm (dirigent, organist)
- 1962 Hans Gammeltoft-Hansen (ombudsmand og fløjtenist)
- 1963 Aage Haugland  (operasanger)
- 1968 Poul Nesgaard (rektor for Den Danske Filmskole; i 1.g blev han smidt ud af gymnasiet med betegnelsen »uegnet«)
- 1969 Guido Paevatalu (kongelig dansk operasanger)
- 1976 Peter Langdal (dansk sceneinstruktør og teaterchef)
- 1979 Cæcilie Norby (sangerinde)
- 1982 Henrik Palle (journalist for Politiken)
- 198?  Nanna Lüders Jensen (sangerinde)
- 1985 Uffe Savery (musiker, Safri Duo)
- David Owe (stuntmand, skuespiller)
- 1987 Erann DD (musiker)
- 1987 Chris Minh Doky (bassist)
- 1997 Ida Auken (miljøminister, SF)
- 1999 Morten Messerschmidt (folketingsmedlem, Dansk Folkeparti)
- 1999 Burhan G (R&B og pop-sanger, sangskriver og producer)
- 1999 Dy Plambeck  (forfatter)
- 2001 Joey Moe (R'n'B musiker, Nexus Music)
- 2001 Theis Keller (sanger)
- 2002 Malene Mortensen (sangerinde, vandt Dansk Melodi Grand Prix 2002)
- 2005 Amalie Dollerup (skuespillerinde)
- 2006 Lukas Graham Forchhammer (skuespiller og sanger)
- 2007 Louise Toft (vinder af TV2's "Scenen er din")
- 2007 Marie Søderberg (skuespiller)
- 2009 Allan Hyde (skuespiller)
- 2009 Rosalinde Mynster (skuespiller)
- 2018 Anthon Edwards Knudtzon (musiker i Citybois)